# Coenonympha emmonsi
Coenonympha emmonsi är en fjärilsart som beskrevs av Davenport 1941. Coenonympha emmonsi ingår i släktet Coenonympha och familjen praktfjärilar. Inga underarter finns listade i Catalogue of Life.